# جون دبليو. ميرفي (سياسي)
جون دبليو. ميرفي (بالإنجليزية: John W. Murphy)‏ هو سياسي أمريكي، ولد في 16 يناير 1878، وتوفي في 9 ديسمبر 1963.